# Vangjel Dule
Vangjel Jorgji Dule (in greco Ευάγγελος Δούλες?, Euaggelos Doules; Goranxi, 18 novembre 1968) è un politico albanese di etnia greca.

## Biografia
È nato il 18 novembre 1968 a Goranxi, nella prefettura di Argirocastro. Si è laureato in lingua inglese presso la Facoltà di Storia e Filologia dell'Università di Tirana, proseguendo gli studi post-laurea presso l'Università Harvard. Ha lavorato come traduttore di inglese e greco oltre che come giornalista freelance e infine come docente esterno presso l'Università Eqerem Çabej di Argirocastro.

### Carriera politica
Alle elezioni parlamentari del 1996 è risultato eletto all'Assemblea dell'Albania, alla quale è stato rieletto nel 2001, nel 2005, nel 2009, nel 2013, nel 2017 e nel 2021.
È stato membro di Omonoia, organizzazione di cui è stato vicepresidente dal 1997 al 1998 e poi presidente dal 1998 al 2002.